# ひとり暮らしの小学生
『ひとり暮らしの小学生』（ひとりぐらしのしょうがくせい）は、松下幸市朗の原作による日本の漫画作品。単行本は宝島社より発売。4コマ漫画と通常の進行形とを兼ね合わせたストーリー形式の作品で、もともと作者がKindleストアで電子書籍として発表していた作品であり、好評だったことから単行本化された。2017年10月現在、3巻まで発売されているが、巻数はナンバリングではなく、サブタイトル形式での表記を採用している。
2017年10月11日からは正式な続編『ひとり暮らしの中学生』の連載が『このマンガがすごい!WEB』にてスタートした。『ひとり暮らしの中学生』は連載開始後、定期的に更新されていたが、2018年2月28日に発表した第15話（後編）を最後に現在まで更新されていない。第16話の更新については長らく「未定」と表記されていたが、現在は公開が終了したことになっている（しかし、第16話が公開された事実は無い）。また、第17話以降の更新についても記載が無いことから、公式サイトを残しつつも打ち切りなった可能性が指摘されている。作者はTwitterを通して打ち切りを否定しており、2020年内には連載を再開させる意向を示していた。しかし、結局は2020年中に連載が再開されることはなく、2021年1月20日現在も再開の見通しは立っていない。

## ストーリー
神奈川県藤沢市にある湘南藤沢小学校でのある日。教師の関口亮は算数の授業中に、受け持ちの男子生徒である武田から突如として昔話を聴かせてほしいとリクエストされた。亮は約20年ほど前、自身が湘南藤沢小学校に在籍していたことから、授業を中断して自身が在籍していた1980年代当時の昔話を生徒たちに話して聴かせることにした。
約20年前の1980年代、江の島の地に1人で定食屋「鈴音食堂」を切り盛りしながら1人暮らしをしている小学生の女の子がいた。少女の名は鈴音リン。彼女は未だ小学生で料理もまともに作りこなせず、凄まじいまでの味の不味さから客もロクに入らず、苦慮していた。貧乏にあえぎながらも力強く生きていく彼女は、一部の常連客・理解ある担任教師・同級生・ご近所さんなどに支えられて日々頑張っていた。

## 登場人物・動物

### 主要人物
鈴音リン（すずね りん）
声 - 田中美海
アニメ版登場回 - 全話
本作の主人公。湘南藤沢小学校4年3組在籍。年齢は9歳。2年前に両親を交通事故で失い、両親が営んでいた定食屋「鈴音食堂」を見よう見真似で引き継ぎ、1人で切り盛りしながら1人暮らしをしている。成績はオール5、テストでも100点を取るなど優秀だが、料金計算などは何故か不得意。子供なので甘いものが大好きであり、どんな料理でも自分好みの甘い味付けにしてしまうため、酷い味付けになってしまい、あまりの不味さで店に客が入らない。調理の仕方は知っているが、味付けや仕込みの仕方がなっていないため、両親が生きていた時代は調理に関与していなかったものと思われる。売り上げが著しく酷いため、生活は貧乏そのものであり、月々の家賃代にも事欠き、服・ランドセルなど、あらゆるものが継接ぎ縫いになっている物を使用している。「ひとり暮らしの小学生　江の島の夏」篇には中学生になった番外篇「ひとり暮らしの中学生」が収録されているが、中学生篇でも制服は継接ぎ縫いの物を着用している。亮との仲は比較的良好だが、亮が意地悪ばかりしてくるところを不満に思い、仲良くなった後述の後藤武史に相談するが、後藤からはリンのことが好きだから意地悪をするのだと言われ、亮を意識するようになる。クラスメイトである恵美子には、表面上では友好的な態度を取っていたが、内心では美恵子の高慢さにはやや苦手意識を持っていた。そして、彼女が家庭内事情で苦悩していた姿を心配して励まそうとしたが、下述の通り、八つ当たり気味に、恵美子から罵倒されてしまう。そのせいで、今までの彼女に対する怒りが爆発し、美恵子に対して「私の事なんか何も知らないくせに！」と怒りのビンタを喰らわす。その後は険悪となり、飛び火する様に、亮にまで半ば八つ当たりする様になってしまう。その後は美恵子に言われた事がショックだったのか、家の隅で泣いていたり、早々に店終いをするなど、常に不機嫌な状態になる。しかし、そんな彼女の姿を気に留めた大人達が、リンは笑顔が一番だと諭した事で、自身には支えられている人が居るんだと気が付き、態度を改める様になる。大人達に諭された後も、恵美子に対する態度は辛辣なままだったが、後に彼女から謝罪された際に、「もう険悪なままじゃなくて良いんだ」と気づき、彼女が反省したの気に許した。普段頑張りすぎているため、体調を崩して39.5度の高熱を出してしまう。いつも通りにコーヒーを飲みに来たおにいさんとおねえさんの好意でこの日に限り店を2人に任せてゆっくり休むことになるが、2人のおかげで元気になり、店の売り上げも12000円を記録。3人で「生シラス丼」で食卓を囲み、両親と過ごしていた時のような団欒を感じた。後述の島田信次朗から貰ったクマのぬいぐるみを大切にしている。両親の遺した家と店を大切にしてきたが、近くに「江の島レストラン」が出来てしまう。中学生に成長したころには料理の腕も上がったらしく、相変わらず甘い味付けではあるものの、出所してきた島田信次朗に「江の島カレー」を提供する。島田の雰囲気や「ムショ」と言った発言をしたことなどから彼が嘗て自分にクマのぬいぐるみをプレゼントしてくれたコソ泥だと気付き、恩返しに「現在、来店した客へのサービス提供中」と称し、嘗て亮から貰った「大吉」の御神籤を島田にプレゼントした。少なくとも中学生までは店を営業して頑張っていたが、結局「江の島レストラン」には太刀打ちできず、遂に閉店を余儀なくする。将来の夢は教師になることであり、エピローグでは後述の佐野先生の産休に伴い、湘南藤沢小学校に臨時教師として赴任し、亮と再会することになる。
関口亮（せきぐち りょう）
声 - 森嶋秀太
アニメ版登場回 - #3、#4、#5、#6、#7、#8、#9
湘南藤沢小学校4年3組在籍でリン・美恵子のクラスメイト。クラスのガキ大将で、口は達者だが体育以外の成績は悪い。リンのことが好きだが、気持ちとは裏腹につい意地悪をしてしまう。リンと初詣（実質的なデートのようなもの）をした際に引いた御神籤で、自身は大吉を引いたがリンは大凶だったため、彼女に知られずに大吉の御神籤をあげた。小学4年を最後に父親の転勤によって5年生の春から千葉県に転居することになり、学校も千葉県の学校に転校した。その後、リンのことを気に掛けながらもリンの成長過程における現実を視るのが嫌で江の島に足を運ぶのを避けてきたが、教師になった後に湘南藤沢小学校に赴任することになり、江の島に戻る。その後、佐野先生の産休に伴う臨時教師として赴任してきたリンと再会することになる。本作は成長して教師になった亮が受け持ちのクラスの生徒たちに話して聴かせる物語であり、彼が本作の語り部であるとともに「現在」の主人公でもある。
伊藤博司（いとう ひろし）
声 - 高橋伸也
アニメ版登場回 - #3、#5、#7、#8
湘南藤沢小学校4年3組担任でリン・亮・美恵子の恩師。年齢は28歳。誠実な性格で、運動会の時はリンの分の弁当を用意したり、授業中に寝てしまうリンを起こさずに寝かせてやるなど、特にリンのことを気に掛けていた。優子先生に好意を持つが、当人からは気付いてもらえなかった。少年時代はワルだったと自称するが、実際はタダのいじめられっ子で、その時のトラウマから怖そうな人に遭遇すると逃げる。リンと亮を当初は苗字で呼んでいたが、後に名前で呼ぶようになる（ただし、美恵子に対しては最後まで苗字で呼んでいた）。リンたちの受け持ちを最後に湘南藤沢小学校を離任し、他校へ異動する。
金見美恵子（かねみ みえこ）
声 - 三森すずこ
アニメ版登場回 - #4、#5、#6、#7、#8、#9
湘南藤沢小学校4年3組在籍でリン・亮のクラスメイト。愛称は「ミエ」。家は金持ちで、神奈川県有数の企業である「金見エレクトロニクス」の社長令嬢。毎日送迎運転手付きの車通学をしている。両親は昨年に離婚しており、父親に引き取られたが、父親からはあまり関心を持たれておらず、自身を見てほしいことから成績優秀かつ自身が想いを寄せる亮が好意を寄せるリンをライバル視している。自分自身の余裕も無いリンが心配して気に掛けてくれたにも拘らず、八つ当たり気味に「リンはいいわよね、気楽で気ままなひとり暮らしで」と罵倒してしまった事でリンの怒りを買い、怒りのビンタを叩かれてしまい、険悪になってしまう。その後、不良に絡まれた時、自分を想いを寄せる亮に助けられた際に、自分から謝罪するように助言されたことで自分が悪かったことに気付いてリンに謝罪。家では父親が何処の馬の骨とも知れぬ女性を再婚予定相手として連れてきたことで家庭環境がうまくいかずに悩んでいたことをリンに打ち明け、以降は仲良くなる。5年生ではリンと違うクラスになってしまったため、以降の消息は不明。
遠藤次郎（えんどう じろう）
声 - 坂本頼光
アニメ版登場回 - #1、#7
中年のストリートミュージシャンで、鈴音食堂の常連客。年齢は不詳。メジャーデビューを目指して20年経つが未だに売れていない。3人の常連客の中では最初に店を訪れている。作中で最初に注文したメニューはコーヒー。リンのことを気にかけ、蕎麦が不味いとクレームを敲きつけられたリンを励ますなど、面倒見の良い性格。リンの学芸会での演劇（演目は「シンデレラ」）を観に行くなど、その立ち位置は父親代わりに近い。リンや後述のおねえさんからは「おっちゃん」と呼ばれている。インスタントコーヒーをコーヒーミルで挽いたコーヒーと勘違いしたり、リンの考案した「生クリームシラス丼」を絶賛するなど、後述のおにいさんやおねえさんに比べると聊か味音痴だが、大概の料理は不味いと思っており、コーヒーばかり注文している。後にメジャーデビューを果たしたらしく、テレビ出演時に自身の発表した『江の島の鈴の音』という曲を披露する。リンの卒業式にはおにいさん・おねえさんと共に出席した。氏名はテレビ出演時に司会から紹介されるシーンで判明する。
おにいさん
声 - 高橋伸也
アニメ版登場回 - #1、#3、#7
神奈川県鎌倉市にて1人暮らしをしている電機メーカー勤務のサラリーマンで、鈴音食堂の常連客。年齢は27歳。氏名は不明。仕事の営業で江の島を訪れた際に鈴音食堂に立ち寄る形で訪れる。初めて注文した料理は「ざる蕎麦」だが、あまりの不味さに驚愕する。しかし、リンが1人で店を切り盛りしていることと、蕎麦の不味さを酷評して退店した女性客の態度に不満を覚えたこともあり、リンを応援するために常連客として定期的に食堂を訪れるようになる。当初は様々なメニューを注文してみたが、どのメニューも凄まじく不味いため、最近ではコーヒーばかり注文している。当初はおねえさんを性格の悪い女性だと思っていたが、リンが風邪に倒れてしまった際にはおねえさんに急かされる形でリンの代わりに料理を作る羽目になってしまうも、この一件を機におねえさんのことを意識するようになる。約20年ほどが経過した「現在」のシーンで、彼と思しき男性が江ノ島駅構内でおねえさんに酷似した女性と娘の3人で歩く姿が描かれており、後におねえさんと交際を経て結婚したものと推測される。リンの卒業式には遠藤・おねえさんと共に出席した。
おねえさん
声 - 伏見はる香
アニメ版登場回 - #2、#7
神奈川県藤沢市内の実家に住むフリーターで、鈴音食堂の常連客。年齢は24歳。氏名は不明。彼氏と江の島観光に訪れた際、自身は何処かのレストランに入りたがったが、彼氏が穴場スポットとして裏道に入った時に見つけた鈴音食堂に入ることになる形で訪れる。初めて注文した料理は「野菜炒め」で、おいしかったと言いつつも実際には不味いため殆ど残していった。一緒に来店した彼氏はこの時限りの登場・来店であったが、一人で店を切り盛りしているリンが気になり、彼女だけ単身で定期的に食堂を訪れるようになる。上述の2人と同様にコーヒーしか注文せず、某かの料理を食べさせられそうになると「家で済ませてきた」「おなかがいっぱい」「ダイエット中」などと誤魔化して回避する。おっちゃんこと遠藤次郎が「うまい!」と絶賛した『生クリームシラス丼』が気になり、おにいさんから1口分けてもらって試食したが、あまりに不味過ぎて吐き出してしまった。当初、おにいさんのことはあまり良い印象を持たなかったが、リンが風邪に倒れてしまった際には働こうとするリンを静止して休むように言い、店は自分たちで切り盛りすると伝える。その後、隣に出来た『江の島レストラン』に並んでいた客にビラを配って呼び込みをし、生クリームを使用しない普通の『生シラス丼』を提供することを提案し、更に値段を1280円から半額の640円にすることを考案。自身が料理が一切できないことを自覚しており、調理の担当をおにいさんに丸投げした。その後、リンの様子をに行くと言ってそのまま添い寝し、店をほったらかしにしたが、結果として1日の売り上げとしてはレベルが高い12000円を記録。その日の晩に元気になったリンとおにいさんの3人で「生シラス丼」で食卓を囲み、リンは家族と過ごした時のような暖かい団欒を感じる。この一件を機におにいさんのことを意識するようになる。実はこの日は彼氏とのデートだったがすっぽかす形になってしまい、加えて朝から熱っぽかったことが判明。約20年ほどが経過した「現在」、彼女と思しき女性が江ノ島駅構内でおにいさんに酷似した男性と娘の3人で歩く姿が描かれている。リンの卒業式には遠藤・おにいさんと共に出席した。
後藤武史（ごとう たけし）
声 - 坂本頼光
アニメ版登場回 - #6
コワモテかつ無愛想な接客をする鯛焼き屋の店主。人とのコミュニケーションが苦手で、個人業なら何とかなると鯛焼き屋を始める。そのため、味には拘り、美味さには絶対の自信があるが、コミュニケーションが取れないので顧客から接客態度が悪いと思われ、なかなか客が付かずにいた。当初はリンも彼の接客態度は悪いと思っていたが、本来なら1つ100円のところを3つ100円で販売するなど、子供には優しい性格であり、サービスしてくれたお礼としてリンからおにぎりを貰う。このおにぎりの具はチョコレートであり、びっくりして吐き出してしまうが、これをきっかけに笑顔で接客できるようになった。後にリンとも普通に会話できるようになり、亮から意地悪ばかりされて困っているという相談を受けた時には、亮が実はリンのことが好きだから意地悪をするのだと教える。リンとはその後もちょくちょく逢い、無料で鯛焼きを提供するようになる。彼の製造している物かどうかは不明ながら、後に鯛焼きが『江の島たい焼き』として販売されるようになっている。
島田信次朗（しまだ しんじろう）
声 - 高橋伸也
アニメ版登場回 - #10 （最終回）
スリなどの窃盗を繰り返すコソ泥。鈴音食堂に盗みに入るも金目の物が何も無い家で困っているところを家人のリンに見つかるが、逆にリンの生活状況を憂いでクリスマスの晩に再度侵入し、コソ泥業とは正反対にリンにクマのぬいぐるみをプレゼントする。しかし、屋外に出たところを警察に見つかり、当初は窃盗目的の住居侵入を否定したが、プレゼントに気付いて屋外に出てきたリンを巻き込まないようにするため、一転して窃盗目的で侵入したと自供して逮捕される。2年半後に刑務所を出所し、再び窃盗を試みるがブランクがあって旨くこなせるか自信が無く、先ずは腹ごしらえをと鈴音食堂に他人を装って来店。既に中学生になっていたリンは料理の腕も上がったらしく、リンから上手に作ったカレーを提供された。この時、リンは島田の雰囲気や「ムショ」といった発言などから、彼が嘗て自分にクマのぬいぐるみをプレゼントしてくれたコソ泥だと気付き、恩返しとして嘗て亮から貰って大切にしていた御神籤の「大吉」を「現在、来店した客へのサービス提供中」と称して島田にプレゼントする。御神籤には「心を入れかえて努力すれば道大きく開ける」といったことが書かれており、これから真人間として生きていくことを決意する。中学生になったリンが登場する番外編「ひとり暮らしの中学生」は4コマ漫画ではなく、通常の進行形ストーリーであるが、この番外編は出所した島田の視点で物語が進行しており、実質的に島田が主人公となっている。
関口亮の母親
声 - 伏見はる香
アニメ版登場回 - #5、#8
亮の母親でリンとも顔馴染である。運動会の日、亮がリンの弁当をゴミと勘違いして勝手に処分してしまったため、リンを昼食に誘って亮と3人で昼食を摂った。リンの家庭状況を理解しており、亮を介して何かしらの荷物を渡そうとしたこともある。亮がリンに対して好意を持っていることに気付いていた。何度も登場しているが、名前は不明。
鈴音リンの両親
声 - 無し
アニメ版登場回 - #1、#5
当作の主人公である鈴音リンの両親。いずれも名前は不明。リンからは「パパ」「ママ」と呼ばれている。夫婦ともに既に故人であり、ストーリー上の解説によると2年前に交通事故で急逝したことになっているが、どのような事故状況で亡くなったのかは言及されていない。写真のみの登場で、普段は仏壇代わりの冷蔵庫の中にて祀られている。鈴音食堂を経営していたが、夫婦ともに交通事故により亡くなったため、店はリンが引き継ぐことになる。

### その他の人物
日野商店のおかみさんと娘
声 - 無し
アニメ版登場回 - 未登場
リンが店で使用する食材を買いに来る八百屋「日野商店」の経営者とその娘。母娘ともども氏名は不明だが、店名から苗字は「日野」と思われる。旦那は居らず、中学生の娘と2人暮らしの母子家庭である。100円で売るべきキャベツを50円で売ったり、賞味期限が近い売れ残りの卵をタダで全部くれたり、持ち運びに苦労するくらいの大量の食材を1000円で提供したりとリンのことを気に掛け、応援してくれる気の良いおばさん。リンに対する気の掛け方は娘からサービスしすぎではないかと指摘されるほど。しかし、娘がリンを嫌っているというわけではない。中学生になったリンが着用している制服は、この日野商店の娘が使用していた物を譲り受けた御下がりである。リンのことを応援してくれてはいるが、鈴音食堂に来店したことは無い。
警官 （アニメでは「おまわりさん」と表記）
声 - 高橋伸也
アニメ版登場回 - #6
リンが道端で拾った100円玉を届けた派出所に勤務する警察官。氏名は不明。100円玉を届けたリンを誉め、ポケットマネーでリンに100円をあげる。
警官
声 - 坂本頼光
アニメ版登場回 - #10 （最終回）
リンの家にクリスマスプレゼントを届けに来た島田を住居侵入と窃盗未遂の容疑で逮捕する。氏名は不明。パトカーの中からスピーカー越しに声を発しているため、どのような顔なのかは不明。なお、リンが道端で拾った100円玉を届けた派出所に勤務している警官とは別人。
女子高生
声 - 伏見はる香
アニメ版登場回 - #6
後藤の店にたい焼きを買いに来る女子高生。氏名は不明。リンが作ったチョコレート入りおにぎりに食べて思わず吐き出してしまった後藤はつい笑ってしまう。彼女は後藤が初めて笑顔で接客できた客となる。
リン
声 - 無し
アニメ版登場回 - 未登場
約20年後の「現在」、おにいさん・おねえさんと思しき2人と一緒に江ノ島駅構内を歩いている少女。苗字は不明。顔は父親似で髪の色などは母親似。
佐野（さの）
声 - 無し
アニメ版登場回 - 未登場
亮の勤務している湘南藤沢小学校における同僚教師。名前は不明。妊娠中で間もなく産休に入るため、産休中の臨時教師として女性教師が赴任してくることになっている。産休に入った彼女の後任として新たに湘南藤沢小学校に赴任してきた女性教師こそが、成長した本作の主人公・鈴音リンその人である。
合田（ごうだ）
声 - 無し
アニメ版登場回 - 未登場
5年生に進級したリンの新たな担任教師。名前は不明。如何にも体育会系の怖くて厳しそうな雰囲気を醸しているが、好物がチョコレートであることを赤ら顔で話すなど、シャイなところがある。
優子（ゆうこ）
声 - 無し
アニメ版登場回 - 未登場
リン・亮・美恵子の通う湘南藤沢小学校の教師で伊藤の同僚教師。苗字は不明。子供と遊ぶのが目的で教師になった。容姿も優れた美人で、伊藤から好意を持たれているが、彼女本人に自覚は無い。実はクレームをつけてくる保護者に対して藁人形を打ったり、「不幸の手紙」と題した手紙を出そうとするなど、聊か一般常識に欠けるところがある。
武田（たけだ）
声 - 無し
アニメ版登場回 - 未登場
亮の受け持ちクラスの生徒。名前は不明。算数の授業中に突如、授業内容とは関係ない亮の子供の頃の昔話を聴きたいとリクエストし、他の生徒からも同意の声が上がったため、亮は授業を中断して自身が在籍していた当時のことを話して聴かせることになる。
オバタリアン
声 - 不明 （クレジット無し）
アニメ版登場回 - #7
鯛焼き屋・学校（学芸会の演劇観覧）・路中など、様々な所に出くわす2人組の中年女性。いずれも氏名は不明。無愛想な接客をする後藤を酷評する。継接ぎ縫いの衣服を着ているリンを劇の衣装を着たままだと思い込み、それを口に出して言うなど、何処か思慮に欠けたところがあるが、リンの演技を巧いと評価した。
クラスメイトの少女 （アニメでは「継母役の女の子」と表記）
声 - 米山明日美
アニメ版登場回 - #7
リンのクラスメイト。氏名は不明。学芸会で行なわれた『シンデレラ』で継母の役を担当し、リン演じるシンデレラに「シンデレラ、アンタは夕飯抜きよ」の台詞を発するが、素人演技であり、顔も無表情である。
女子生徒
声 - 米山明日美
アニメ版登場回 - #8
湘南藤沢小学校に在籍する2人組の女子生徒。いずれも氏名は不明。1人は大柄な少女。秋が深まる頃、登校中に「今日は寒いね」と世間話をしながら登校する。
おねえさんの彼氏
声 - 坂本頼光
アニメ版登場回 - #2
おねえさんの彼氏。氏名は不明。江の島観光の際、彼女であるおねえさんは表通りに在るごく普通のレストランに入りたがったが、彼が「裏道の方が案外うまい店が在る」と根拠のない自信で言い、裏道に入る形で鈴音食堂に来店する。おねえさんとともに野菜炒めを注文するが、不味かったので殆ど残していった。調理中のリンのフライパン捌きを絶賛するが、この時、おねえさんに「お前より料理うまいんじゃないか」と余計な一言を発しておねえさんにビンタされた。彼自身の登場・来店はこの時限りだが、結果的に彼がおねえさんを鈴音食堂の常連客にさせるきっかけとなる。
女性客
声 - 伏見はる香
アニメ版登場回 - #1
遠藤やおにいさんが来店していた時、店に居合わせた客。氏名は不明。蕎麦が不味いと酷評し、暴言を吐いて退店した。この時、リンが代金は要らないと言ったので代金を支払っていない。リンの提供した料理の不味さに非が在るとはいえ、彼女の言動があまりに大人げなく横暴であったため、おにいさんは不快な気持ちを覚えてしまった。彼女の登場・来店はこの時限りだが、結果として彼女の言動がおにいさんを食堂の常連客にさせるきっかけの一つとなった。
江の島レストランの店長
声 - 無し
アニメ版当登場回 - 未登場
約20年の時が経過した「現在」、『江の島レストラン』で店長を務めている初老の男性。氏名は不明。約20年ぶりにリンの自宅である鈴音食堂を訪ねる為に江の島を訪れた亮が食堂を見つけられず、食堂の所在地を訪ねるために近隣の店である江の島レストランを訪問した際、鈴音食堂が数年前に潰れたことを亮に伝える。その話しぶりから、少なくとも鈴音食堂が存在していた当時から江の島レストランに在籍している人物だと思われるが、当時から店長だったのかどうかは不明。
釣り人
声 - 坂本頼光
アニメ版登場回 - #3
リンが早起きして釣りに出かけた時に居合わせた釣り人。氏名は不明。頑張って釣り上げるようにリンを激励するが、結局釣れずに諦めたリンを憂いで自身が釣った魚を一匹提供した。しかし、「どれでも好きなものを一匹持って行きな」と言ってしまったため、一番大物のクロダイを持って行かれてしまった。
大家さん
声 - 無し
アニメ版登場回 - 未登場
リンの住む自宅を所有する大家で、かなり高齢な男性。氏名は不明。家賃の金額に一定の決まりは在るようだが、リンの生活状況を理解しており、その時々によって家賃の金額を変動させる。9月14日に徴収した家賃は52115円、翌年の2月15日に徴収した家賃は35000円となっている。リンは売上帳にて度々50000円という金額を意識していることから、本来の家賃は50000円である可能性が高い。その場合、9月14日に徴収された家賃は過剰徴収だったことになる。
金見美恵子の父親
声 - 高橋伸也
アニメ版登場回 - #4
美恵子の父親。名前は不明。神奈川県有数の企業である『金見エレクトロニクス』の社長を務める実業家。妻とは昨年に離婚しており、新たに再婚予定相手を自宅に連れてきて住まわせる。美恵子のことは愛しているが、再婚予定相手に気入れしているためか、美恵子に対してあまり関心を持っておらず、美恵子が学校のテストで高得点を取ってきも褒めたりはしない。
運転手
声 - 坂本頼光
アニメ版登場回 - #4
金見家に仕える専属運転手。氏名は不明。主に美恵子の送り迎えを担当しているため、車中で美恵子と話す機会が多い。美恵子の父親は大企業の社長であるため、公人も同然の立場である。美恵子はその社長令嬢であるため、美恵子の立場を案じ、美恵子に歩きながら食パンを食べるなどの行為はしてはならないと諭す。
天気予報のおねえさん
声 - 伏見はる香
アニメ版登場回 - #9
天気予報を担当する女子アナ。氏名は不明。リンが急性盲腸炎を発症した日は神奈川県に大雨注意報が発令され、救急車もまともに走れない状態だったが、その日の天気予報の放送を担当した。
看守
声 - 不明 （クレジット無し）
アニメ版登場回 - #10 （最終回）
島田が収監されていた刑務所の看守。氏名は不明。2年半の刑期を終えて出所する島田に「もう戻って来るんじゃないぞ」と激励の言葉をかける。後ろ向きでの登場であるため、どのような顔なのかは不明。
イコ
声 - 三森すずこ
アニメ版登場回 - #9
リンが足の怪我を手当した、犬とも猫とも知れぬ不思議な容姿をした謎の動物。「イコ」という名前はイヌとネコから1字ずつ採ってリンが命名した。その正体は、江島神社にて祀られている江の島の守り神である。怪我した足に包帯を巻いてくれたリンに恩返ししようと付いてくる。リンは朝から謎の腹痛を起こしていたが、時間が経っても治らず、痛みは刻々と酷くなってくる。加えてこの日は神奈川県に大雨暴風波浪警報が発令され、警察を通して救急車を呼ぶも悪天候による交通の悪路でなかなか到着せず、業を煮やしたイコが水神になって大雨・暴風を沈め、漸く救急車がたどり着き、病院に搬送される。リンの腹痛は急性盲腸炎であり、手術も無事に済んで事なきを得る。これを最後にリンの前から姿を消すが、リンが以前から「いつ見ても怖い」と思っていた龍の石像に包帯が巻かれていたことから、イコがこの龍だったと気付く。

## 書誌情報
- 松下幸市朗 『ひとり暮らしの小学生』宝島社 〈このマンガがすごい!comics〉、既刊3巻（2017年10月7日現在）
  1. 『ひとり暮らしの小学生 江の島の夏』 2016年5月25日発売、ISBN 978-4-8002-5562-4
  2. 『ひとり暮らしの小学生 江の島の空』 2016年11月10日発売、ISBN 978-4-8002-6311-7
  3. 『ひとり暮らしの小学生 江の島のあしあと 松下幸市朗短編集』 2017年10月7日発売、ISBN 978-48002-7705-3

## アニメ
スマートフォン向けアプリ『タテアニメ』にて2017年10月10日より配信。
物語の演出は原作とほぼ同じだが、ストーリーの進行は幾つか前後しており、時系列で進んでいるわけではない。
当アニメは1話当たり3分ほどのミニアニメであるため、人件費を抑制する目的により、1人の声優が何役も兼任している。1役のみ担当する専任声優は、主人公である鈴音リン役の田中美海と準主人公に相当する関口亮役の森嶋秀太の2人だけである。

### スタッフ
- 原作 - 松下幸市朗
- 監督・絵コンテ・演出・撮影監督・編集 - 春日森春木
- 企画 - 森下勝司、大塚裕司
- 監修 － 薗部真一、岡村和哉、千野直人
- キャラクターデザイン・作画監督 - 森田二惟奈
- 美術監督 - 渡辺佳人、木賊美香
- 音響監督 - 小泉紀介
- 音響効果 - 稲田祐介
- 音響制作 - 奏
- アニメーションプロデューサー - 上野剛仁
- アニメーション制作 - シグナル・エムディ
- 製作 - SIGNAL.MD、タテアニメ

### 主題歌
「ひとり暮らしの小学生」
笠原弘子による楽曲。作詞・作曲は松野恭平。

### 各話リスト
| 話数   | サブタイトル           | 配信日          |
| ------ | ---------------------- | --------------- |
| 第01話 | 小学生の定食屋         | 2017年 10月10日 |
| 第02話 | 新たな江の島の観光名所 | 10月17日        |
| 第03話 | リンの一日             | 10月24日        |
| 第04話 | ライバル               | 10月31日        |
| 第05話 | 運動会                 | 11月07日        |
| 第06話 | たい焼き               | 11月14日        |
| 第07話 | 学芸発表会             | 11月21日        |
| 第08話 | 青春                   | 11月28日        |
| 第09話 | 江の島の守り神         | 12月05日        |
| 第10話 | クリスマス             | 12月12日        |

## 備考
なお、作中で描かれたエピソードの中には、他の漫画家が過去に描いたエピソードと内容が酷似している物が幾つかあるとの指摘がある。